# Otto Dix (gruppo musicale)
Otto Dix è gruppo musicale darkwave russo, formatosi nell'estate del 2004 a Khabarovsk.
Il suo frontman è il controtenore Michael Draw, noto per la sua immagine sessualmente ambigua.

## Stile
Lo stile è darkwave tendente all'EBM, definito "avanguardia elettronica" da Draw. Le canzoni si focalizzano su temi post-apocalittici, psicologia, etica e porno BDSM. Il gruppo usa melodie stridenti e isteriche, spesso in tonalità minore. Alcune melodie assomigliano al dark ambient. Ogni canzone ha una "performance" associata.

## Album
(2022) Vantablack
(2019) Autokrator
(2017) Leviathan
(2015) Animus
(2014) Anima
(2012) Mortem
(2010) Wonderful Days
(2009) Zone of Shadows
(2007) Nuclear Winter
(2006) Gorod
(2005) Ego